# Praseodym(III)-fluorid
Praseodym(III)-fluorid (PrF3) ist ein Salz des Seltenerd-Metalls Praseodym.

## Gewinnung und Darstellung
Praseodym(III)-fluorid kann durch Reaktion von Praseodym(III)-oxid oder Praseodym(III,IV)-oxid mit Fluorwasserstoff oder Chlortrifluorid gewonnen werden.
{\displaystyle \mathrm {Pr_{2}O_{3}+6\ HF\longrightarrow 2\ PrF_{3}+3\ H_{2}O} }

## Eigenschaften
Praseodym(III)-fluorid ist ein grüner, geruchloser, hygroskopischer Feststoff, der unlöslich in Wasser ist.

## Verwendung
Praseodym(III)-fluorid wird als Dotierungsmaterial von Laserkristallen verwendet.